# Elezioni parlamentari in Montenegro del 2020
Le elezioni parlamentari in Montenegro del 2020 si sono tenute il 30 agosto. Esse hanno sancito la vittoria dell'opposizione e la sconfitta del Partito Democratico dei Socialisti per la prima volta dal 1990.

## Risultati
| Liste                                                                               | Voti    | %     | Seggi |
| ----------------------------------------------------------------------------------- | ------- | ----- | ----- |
| Partito Democratico dei Socialisti del Montenegro - Partito Liberale del Montenegro | 143 515 | 35,06 | 30    |
| Per il Futuro del Montenegro                                                        | 133 261 | 32,55 | 27    |
| La Pace è la Nostra Nazione (DCG - DEMOS - NL - PUPI - DIP)                         | 51 298  | 12,53 | 10    |
| Nero su Bianco (URA - Civis)                                                        | 22 679  | 5,54  | 4     |
| Socialdemocratici del Montenegro                                                    | 16 769  | 4,10  | 3     |
| Partito Bosgnacco                                                                   | 16 279  | 3,98  | 3     |
| Partito Socialdemocratico del Montenegro                                            | 12 835  | 3,14  | 2     |
| Lista Albanese (FORCA - AA - LDSH - UT - IqP)                                       | 6 488   | 1,58  | 1     |
| Coalizione Albanese (DP - DUA - DSCG)                                               | 4 675   | 1,14  | 1     |
| Iniziativa Civica Croata                                                            | 1 106   | 0,27  | –     |
| Partito della Riforma Croata                                                        | 496     | 0,12  | –     |
| Totale                                                                              | 409 393 | 100   | 81    |

- Maggioranza (41): Per il Futuro del Montenegro (27), La Pace è la Nostra Nazione (10), Azione Riformista Unita (4)